# Sumbal
Sumbal är en ort i Indien.   Den ligger i distriktet Bandipore och unionsterritoriet Jammu och Kashmir, i den norra delen av landet, 700 km norr om huvudstaden New Delhi. Sumbal ligger 1 585 meter över havet och antalet invånare är 11 695.